# Tibetansk pinyin
Tibetansk pinyin, förkortat TP,  är det vardagliga namnet för ett system för romanisering av tibetanska, det vill säga för återgivning av tibetanskt språk med det latinska alfabetet. Namnet är delvis en översättning av det kinesiska  藏文拼音, pinyin: Zàngwén pīnyīn, förkortat ZWPY, där "pinyin" kan översättas med "ljudskrift".
Tibetansk skrift är av indiskt ursprung och återger ett tibetanskt uttal från 800-talet. Språket har ändrats sedan dess och också splittrats i dialekter, som delvis är inbördes oförståeliga. En direkt omsättning av skriftens symboler till latinsk skrift, så kallad Wylie-translitterering har fått användning bland filologer, men återger inte dagens uttal så som olika romaniseringssystem gör för det kinesiska språket. 
Tibetansk pinyin är sedan 1982 en penang till kinesisk pinyin-romanisering (hanyu pinyin). Det är baserat på det standardiserade uttal av dialekten i huvudstaden Lhasa som används av Kinas nationella radio. Det följer hanyuu pinyins konventioner för konsonanterna. Bland vokalerna ingår kombinationerna ai och oi, som uttalas som svenska ä och ö, och som även kan ersättas med dessa bokstäver. I motsats till hanyu pinyin kan ordtoner (hög och låg) inte markeras, men dessa har mindre betydelsebärande funktion än i kinesiska.  
Tibetansk pinyin är officiell transkrption av  tibetanska namn på personer och geografiska platser inom Folkrepubliken Kina.
Tibetansk pinyin är en ljudskrift för det tibetanska språket. Det skall inte förväxlas med (hanyu) pinyin-transkription av kinesiska namn på platser inom det tibetanska språkområdet.